# La Classique Morbihan
La Classique Morbihan és una competició ciclista femenina que es disputa anualment pels voltants de Plumelec, al departament d'Ar Mor-Bihan, a França. Creada el 2015, es corre el mes de maig, el mateix cap de setmana que el Gran Premi de Plumelec-Morbihan femení. El primer any fou cursa 1.2 de l'UCI i a partir de l'any següent es va establir com a cursa 1.1. La primera vencedora fou l'australiana Chloe Hosking.

## Palmarès
| Any  | Vencedora           | Segona            | Tercera                |         |
| ---- | ------------------- | ----------------- | ---------------------- | ------- |
| 2015 | Chloe Hosking       | Pascale Jeuland   | Eider Merino Cortázar  |         |
| 2016 | Christine Majerus   | Élise Delzenne    | Amélie Rivat           |         |
| 2017 | Ashleigh Moolman    | Alena Amialiússik | Cecilie Uttrup Ludwig  |         |
| 2018 | Ashleigh Moolman    | Rasa Leleivytė    | Alicia González Blanco |         |
| 2019 | Christine Majerus   | Sofie De Vuyst    | Tatiana Guderzo        |         |
| 2020 | suspesa             | suspesa           | suspesa                | suspesa |
| 2021 | Sofia Bertizzolo    | Valentine Fortin  | Chiara Consonni        |         |
| 2022 | Antri Christoforou  | Coralie Demay     | Femke Markus           |         |
| 2023 | Gaia Masetti        | Alessia Vigilia   | Sofia Bertizzolo       |         |
| 2024 | Eleonora Gasparrini | Marta Lach        | Jade Wiel              |         |
| 2025 | Eline Jansen        | Amber Kraak       | Giada Borghesi         |         |